# Superbike-Weltmeisterschaft 2006
Die Superbike-WM-Saison 2006 war die 19. in der Geschichte der FIM-Superbike-Weltmeisterschaft. Bei zwölf Veranstaltungen wurden 24 Rennen ausgetragen.

## Punkteverteilung
Weltmeister wird derjenige Fahrer beziehungsweise der Hersteller, der bis zum Saisonende die meisten Punkte in der Weltmeisterschaft angesammelt hat. Bei der Punkteverteilung werden die Platzierungen im Gesamtergebnis des jeweiligen Rennens berücksichtigt. Die fünfzehn erstplatzierten Fahrer jedes Rennens erhalten Punkte nach folgendem Schema:
| Punkteverteilung | Punkteverteilung | Punkteverteilung | Punkteverteilung | Punkteverteilung | Punkteverteilung | Punkteverteilung | Punkteverteilung | Punkteverteilung | Punkteverteilung | Punkteverteilung | Punkteverteilung | Punkteverteilung | Punkteverteilung | Punkteverteilung | Punkteverteilung |
| ---------------- | ---------------- | ---------------- | ---------------- | ---------------- | ---------------- | ---------------- | ---------------- | ---------------- | ---------------- | ---------------- | ---------------- | ---------------- | ---------------- | ---------------- | ---------------- |
| Platz            | 1                | 2                | 3                | 4                | 5                | 6                | 7                | 8                | 9                | 10               | 11               | 12               | 13               | 14               | 15               |
| Punkte           | 25               | 20               | 16               | 13               | 11               | 10               | 9                | 8                | 7                | 6                | 5                | 4                | 3                | 2                | 1                |

In die Wertung kamen alle erzielten Resultate.

## Wissenswertes
- Alle Piloten starteten auf Pirelli-Einheitsreifen.
- Weltmeister Troy Bayliss kehrte vor der Saison nach drei Jahren in der MotoGP-Klasse in die Superbike-WM zurück und konnte sich sofort seinen zweiten Titel sichern. Nach Saisonende wagte er noch einmal einen MotoGP-Ausflug und gewann auf Ducati Desmosedici den letzten Saisonlauf um den Großen Preis von Valencia.
- Der Italiener Pierfrancesco Chili beendete am Saisonende nach 278 Rennen und 17 Laufsiegen im Alter von 42 Jahren seine Karriere und hält damit bis heute den Rekord an bestrittenen Rennen in der Superbike-Weltmeisterschaft.
- Der Deutsche Max Neukirchner wurde beim Team Klaffi Honda durch den brasilianischen Routinier Alex Barros ersetzt und begann die Saison deshalb im privaten italienischen Ducati-Team Pedercini. Auf Grund immer wiederkehrender technischer Probleme, für die ihm oft die Schuld gegeben wurde, trennten sich Neukirchner und Pedercini im Saisonverlauf. Ab dem Rennen im niederländischen Assen startete Neukirchner für das werksunterstützte Team Alstare Engineering Corona Extra auf Suzuki.

## Rennergebnisse
|    | Datum  | Rennen         | Strecke                     | Pole-Position  | Lauf | Platz 1        | Platz 2         | Platz 3         | Schn. Rennrunde |
| -- | ------ | -------------- | --------------------------- | -------------- | ---- | -------------- | --------------- | --------------- | --------------- |
| 1  | 25.02. | Katar          | Losail                      | Troy Bayliss   | 1    | James Toseland | Troy Bayliss    | Andrew Pitt     | Lorenzo Lanzi   |
| 1  | 25.02. | Katar          | Losail                      | Troy Bayliss   | 2    | Troy Corser    | Troy Bayliss    | Noriyuki Haga   | Noriyuki Haga   |
| 2  | 05.03. | Australien     | Phillip Island              | Troy Bayliss   | 1    | Troy Corser    | Alex Barros     | James Toseland  | Troy Bayliss    |
| 2  | 05.03. | Australien     | Phillip Island              | Troy Bayliss   | 2    | Troy Bayliss   | James Toseland  | Alex Barros     | Troy Bayliss    |
| 3  | 23.04. | Spanien        | Valencia                    | Troy Corser    | 1    | Troy Bayliss   | Troy Corser     | Lorenzo Lanzi   | Troy Corser     |
| 3  | 23.04. | Spanien        | Valencia                    | Troy Corser    | 2    | Troy Bayliss   | Troy Corser     | Lorenzo Lanzi   | Troy Corser     |
| 4  | 07.05. | Italien        | Monza                       | Troy Corser    | 1    | Troy Bayliss   | Alex Barros     | Troy Corser     | Alex Barros     |
| 4  | 07.05. | Italien        | Monza                       | Troy Corser    | 2    | Troy Bayliss   | Troy Corser     | Noriyuki Haga   | Troy Bayliss    |
| 5  | 28.05. | Europa         | Silverstone                 | Tommy Hill     | 1    | Troy Bayliss   | Noriyuki Haga   | James Toseland  | Rubén Xaus      |
| 5  | 28.05. | Europa         | Silverstone                 | Tommy Hill     | 2    | Troy Bayliss   | Noriyuki Haga   | James Toseland  | Troy Bayliss    |
| 6  | 25.06. | San Marino     | Misano                      | James Toseland | 1    | Troy Bayliss   | James Toseland  | Yukio Kagayama  | Troy Bayliss    |
| 6  | 25.06. | San Marino     | Misano                      | James Toseland | 2    | Andrew Pitt    | Alex Barros     | Noriyuki Haga   | Andrew Pitt     |
| 7  | 23.07. | Tschechien     | Brünn                       | Noriyuki Haga  | 1    | Yukio Kagayama | James Toseland  | Michel Fabrizio | Yukio Kagayama  |
| 7  | 23.07. | Tschechien     | Brünn                       | Noriyuki Haga  | 2    | Yukio Kagayama | Michel Fabrizio | Noriyuki Haga   | Noriyuki Haga   |
| 8  | 06.08. | Großbritannien | Brands Hatch (Indy Circuit) | Troy Bayliss   | 1    | Troy Bayliss   | James Toseland  | Noriyuki Haga   | James Toseland  |
| 8  | 06.08. | Großbritannien | Brands Hatch (Indy Circuit) | Troy Bayliss   | 2    | Noriyuki Haga  | Troy Bayliss    | Andrew Pitt     | Troy Bayliss    |
| 9  | 03.09. | Niederlande    | Assen                       | Troy Corser    | 1    | Chris Walker   | Andrew Pitt     | Michel Fabrizio | Rubén Xaus      |
| 9  | 03.09. | Niederlande    | Assen                       | Troy Corser    | 2    | Troy Bayliss   | Andrew Pitt     | Fonsi Nieto     | Troy Bayliss    |
| 10 | 10.09. | Deutschland    | EuroSpeedway                | Troy Bayliss   | 1    | Yukio Kagayama | Noriyuki Haga   | Troy Corser     | Troy Bayliss    |
| 10 | 10.09. | Deutschland    | EuroSpeedway                | Troy Bayliss   | 2    | James Toseland | Noriyuki Haga   | Troy Bayliss    | Yukio Kagayama  |
| 11 | 01.10. | Italien        | Imola                       | Troy Bayliss   | 1    | Alex Barros    | James Toseland  | Andrew Pitt     | Alex Barros     |
| 11 | 01.10. | Italien        | Imola                       | Troy Bayliss   | 2    | Troy Bayliss   | Alex Barros     | Yukio Kagayama  | Troy Bayliss    |
| 12 | 08.10. | Frankreich     | Magny-Cours                 | Troy Corser    | 1    | James Toseland | Noriyuki Haga   | Troy Corser     | Noriyuki Haga   |
| 12 | 08.10. | Frankreich     | Magny-Cours                 | Troy Corser    | 2    | Troy Bayliss   | Troy Corser     | James Toseland  | Troy Bayliss    |

## Fahrerwertung
| 1  | Troy Bayliss       | Ducati 999 F06       | Ducati Xerox                | 431 |
| 2  | James Toseland     | Honda CBR 1000 RR    | Winston Ten Kate Honda      | 336 |
| 3  | Noriyuki Haga      | Yamaha YZF-R1        | Yamaha Motor Italia WSB     | 326 |
| 4  | Troy Corser        | Suzuki GSX-R 1000 K6 | Alstare Suzuki Corona Extra | 254 |
| 5  | Andrew Pitt        | Yamaha YZF-R1        | Yamaha Motor Italia WSB     | 250 |
| 6  | Alex Barros        | Honda CBR 1000 RR    | Klaffi Honda                | 246 |
| 7  | Yukio Kagayama     | Suzuki GSX-R 1000 K6 | Alstare Suzuki Corona Extra | 211 |
| 8  | Lorenzo Lanzi      | Ducati 999 F06       | Ducati Xerox                | 169 |
| 9  | Chris Walker       | Kawasaki ZX-10R      | PSG-1 Kawasaki Corse        | 158 |
| 10 | Fonsi Nieto        | Kawasaki ZX-10R      | PSG-1 Kawasaki Corse 2      | 139 |
| 11 | Michel Fabrizio    | Honda CBR 1000 RR    | D.F.X. Treme                | 125 |
| 12 | Karl Muggeridge    | Honda CBR 1000 RR    | Winston Ten Kate Honda      | 123 |
| 13 | Norick Abe         | Yamaha YZF-R1        | Yamaha Motor France-Ipone   | 112 |
| 14 | Rubén Xaus         | Ducati 999 F05       | Sterilgarda – Berik         | 103 |
| 15 | Régis Laconi       | Kawasaki ZX-10R      | PSG-1 Kawasaki Corse        | 103 |
| 16 | Roberto Rolfo      | Ducati 999 F05       | Ducati SC – Caracchi        | 69  |
| 17 | Shin’ichi Nakatomi | Yamaha YZF-R1        | Yamaha Motor France-Ipone 2 | 48  |

| 18 | Max Neukirchner     | Ducati 999 RS / Suzuki GSX-R 1000 K6 | Team Pedercini / Alstare Engineering Corona Extra | 28 |
| 19 | Sébastien Gimbert   | Yamaha YZF-R1                        | Yamaha Motor France-Ipone                         | 23 |
| 20 | Fabien Foret        | Suzuki GSX-R 1000 K6                 | Alstare Engineering Corona Extra                  | 19 |
|    | Steve Martin        | Petronas FP1                         | Foggy Petronas Racing                             | 19 |
| 22 | Pierfrancesco Chili | Honda CBR 1000 RR                    | D.F.X. Treme                                      | 17 |
| 23 | Tommy Hill          | Yamaha YZF-R1                        | Virgin Mobile Yamaha                              | 13 |
| 24 | Ivan Clementi       | Ducati 999 RS                        | Team Pedercini                                    | 10 |
| 25 | Marco Borciani      | Ducati 999 F05                       | Sterilgarda – Berik                               | 9  |
| 26 | Vittorio Iannuzzo   | Ducati 999 F05                       | Sterilgarda – Berik                               | 6  |
| 27 | Craig Jones         | Petronas FP1                         | Foggy Petronas Racing                             | 3  |
|    | Joshua Brookes      | Kawasaki ZX-10R                      | Kawasaki Bertocchi                                | 3  |
| 29 | Harry Van Beek      | Suzuki GSX-R 1000 K2                 | Motoport Den Bosch – Suzuki                       | 2  |
|    | Lorenzo Alfonsi     | Yamaha YZF-R1                        | Yamaha Motor France-Ipone                         | 2  |
|    | David De Gea        | Honda CBR 1000 RR                    | Honda BQR                                         | 2  |
| 32 | Gianluca Nannelli   | Honda CBR 1000 RR                    | D.F.X. Treme                                      | 1  |

## Konstrukteurswertung
| 1 | Ducati       | 450 |
| 2 | Honda        | 414 |
| 3 | Yamaha       | 401 |
| 4 | Suzuki       | 372 |
| 5 | Kawasaki     | 229 |
| 6 | Petronas FP1 | 19  |